# Richard-Wagner-Platz (Berlin)
Der Richard-Wagner-Platz (ehemals: Wilhelmplatz) liegt im Berliner Ortsteil Charlottenburg des Bezirks Charlottenburg-Wilmersdorf. Der ehemalige Marktplatz wird heute vorwiegend als Verkehrsknotenpunkt wahrgenommen, einzig ein kleines Platzsegment in Richtung zur Schustehrusstraße wird regelmäßig für Wochenmarktzwecke genutzt.

## Geschichte

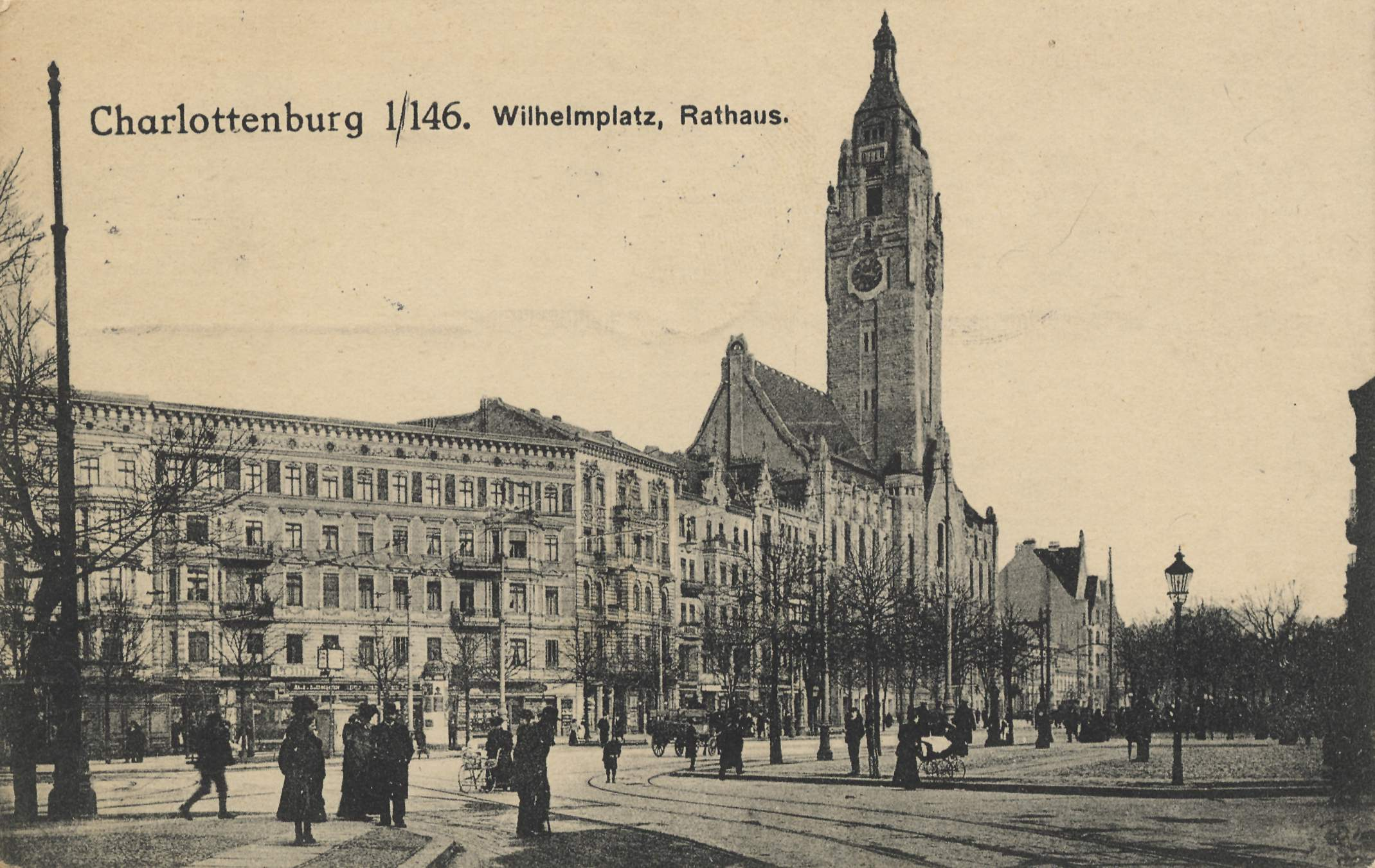
Ansicht des Wilhelmplatzes mit dem Rathaus Charlottenburg auf einer historischen Postkarte

Im Jahr 1824 erhielt der ehemalige Marktplatz den Namen Wilhelmplatz. Da es in Berlin-Mitte an prominenter Stelle bereits einen gleichnamigen Platz gab, wurde das Charlottenburger Areal am 12. Dezember 1934 nach dem Komponisten Richard Wagner in Richard-Wagner-Platz umbenannt. Seine Bebauung wurde regelmäßig entsprechend den jeweils geltenden Architekturstilen erneuert und bestand bis 1945 überwiegend aus Gründerzeitbauten.
Nach der großflächigen Zerstörung während des Zweiten Weltkriegs wurden insbesondere in den 1960er und 1970er Jahren eine Vielzahl von modernen Gebäuden errichtet.

## Architektur
Westlich des Richard-Wagner-Platzes befindet sich das Schloss Charlottenburg und unmittelbar östlich an der Otto-Suhr-Allee das im Jahr 1905 erbaute Rathaus Charlottenburg. Von den ehemaligen Gründerzeitbauten sind nur wenige erhalten geblieben, überwiegend Neubauten prägen das Gesicht des Platzes. Ein Wohn- und Geschäftshaus am östlichen Ende der Schustehrusstraße wurde 1907/1908 vom Architekten Gustav Seibt entworfen und steht heute unter Denkmalschutz.

## Verkehr
Am Richard-Wagner-Platz kreuzen sich die Straßenzüge Otto-Suhr-Allee und Winterstein-/Richard-Wagner-Straße. Der Platz erhielt 1906 eine eigene U-Bahn-Station (vorläufiger Endpunkt der Kleinprofil-Strecke A, zuletzt U-Bahn-Linie 5), die 1970 stillgelegt und 1974 abgebrochen wurde. 1978 wurde sie durch den heutigen U-Bahnhof Richard-Wagner-Platz (Großprofil-Linie U7) ersetzt, an dem Busse mehrerer Linien der BVG halten.